# Hot Potatoes
Hot Potatoes is een softwarepakket voor Windows, Linux (via Wine) en Apple Macintosh Os 9 en Os X.
Hot Potatoes werd ontworpen door een team van het Humanities Computing and Media Center van de Universiteit van Victoria. De commerciële aspecten van de software worden behandeld door Half-baked Software Inc..
Met Hot Potatoes kunnen docenten zonder speciale voorkennis interactieve oefeningen opmaken, die nadien gemakkelijk in een webpaginavorm te gieten zijn. Het pakket omvat een zestal modules: Jmatch (mix en match-oefeningen), Jcross (kruiswoordraadsels), Jquiz (meerkeuzevragen of vragen die een kort antwoord behoeven), Jcloze (gatenteksten en andere invuloefeningen), Jmix (zinsvolgorde bepalen) en de Masher (oefeningen samenvoegen tot een pakketje met indexpagina).
Hot Potatoes werd voor het eerst in versie 2.0 uitgebracht in september 1998, op de EuroCALL-conferentie in Leuven, België. In 2019 werd versie 7 uitgebracht. Het gebruik van het pakket is sinds oktober 2009 gratis, Hot Potatoes en Quandary zijn daarom freeware geworden. 